# はくちょう座ロー星
はくちょう座ρ星（はくちょうざローせい、ρ Cygni、ρ Cyg）は、はくちょう座の恒星である。見かけの等級は4.02と、肉眼でみることができる明るさである。年周視差に基づいて太陽からの距離を計算すると、約126光年である。

## 特徴
はくちょう座ρ星はG型巨星で、スペクトル型はG8 IIIに分類される。鉄の存在量は、太陽組成と比較するとやや欠乏しており、そのことを示す添え字付きのG8 III
Fe-0.5やG8 III CN-0.5 Hδ1のようなスペクトル型で表されることもある。
はくちょう座ρ星の光球の有効温度は約5100 Kで、光度は太陽の約37.4倍、半径は太陽の7.9倍程度と推定される。年齢はおよそ13億年で、水平分枝段階に進んでいるとみられ、質量は太陽の1.9倍程度と見込まれる。
はくちょう座ρ星は、X線観測衛星ROSATによってX線が検出されており、そのX線光度は1.027×1030 erg/s に上る。表面の磁場もよく測定されていて、経度方向の磁束密度は最大で7.3ガウスと求められている。

## 名称
中国でははくちょう座ρ星は、官車を司る役所を表す車府（拼音: Chē Fú）という星官を、とかげ座15番星、とかげ座11番星、とかげ座2番星、はくちょう座59番星、はくちょう座ξ星、はくちょう座74番星と共に形成する。はくちょう座ρ星自身は、車府四（拼音: Chē Fú sì）すなわち車府の4番星といわれる。